# Хунковце
Хунковце (слч. Hunkovce) насељено је мјесто са административним статусом сеоске општине (слч. obec) у округу Свидњик, у Прешовском крају, Словачка Република.

## Становништво
| Година:    | 1994. | 2004.    | 2014.   | 2024.   |
| ---------- | ----- | -------- | ------- | ------- |
| Број људи: | 266   | 342      | 334     | 311     |
| Разлика:   |       | +28,57 % | -2,33 % | -6,88 % |

| Година:    | 2023. | 2024. |
| ---------- | ----- | ----- |
| Број људи: | 311   | 311   |
| Разлика:   |       | +0 %  |

Према подацима о броју становника из 2024. године насеље је имало 311 становника.